# 로베르토 마리나
로베르토 시몬 마리나(스페인어: Roberto Simón Marina, 1961년 8월 28일, 에스트레마두라 주 비야누에바 데 라 세레나 ~)는 스페인의 전직 축구 선수로, 현역 시절 미드필더로 활약했다.
11시즌 넘게, 그는 아틀레티코 마드리드와 마요르카 소속으로 265번의 라 리가 경기에 출전해 45골을 기록했다.

## 클럽 경력
바다호스 주 비야누에바 데 라 세레나 출신인 마리나는 아틀레티코 마드리드에서 프로 무대 신고식을 치렀는데, 1982-83 시즌에 정식 1군으로 승격되어 25경기 출전 5골을 기록했고, 소속 구단은 라 리가에서 3위를 차지했다. 매트리스 제작자들 일원으로, 그는 1985년에 코파 델 레이 우승을 거두었고, 이듬해에는 컵위너스컵 결승전 진출에 일조했지만, 디나모 키이우에 0-3으로 패하면서 준우승에 만족해야 했다.
마드리드 연고 구단에서 315번의 공식 경기에 출전하고 1990년 1월 14일에 구단의 3,000호골을 자축한 마리나는 마요르카와 톨레도(톨레도는 당시 세군다 디비시온 소속이었다)를 거쳐 거의 34세가 되어서 15년의 현역 생활을 마무리했다. 그는 직후 감독직에 입문했는데, 톨레도를 시작으로 오우렌세에서 수석 코치를 맡았다. 이후, 그는 아틀레티코로 돌아가 유소년부와 테르세라 디비시온의 3군 감독을 맡았다.
마리나는 그의 선수시절 멘토였던 루이스 아라고네스의 보좌로 2001년에 아틀레티코 마드리드로 복귀했다. 그는 2년 후에 2군의 호세 무르시아를 보좌하여 이어지는 몇 년 동안 무르시아와 동행했다.

## 국가대표팀 경력
아틀레티코에서 준수한 활약을 펼친 마리나는 1985년 5월 26일에 코크에서 열린 아일랜드와의 친선전에서 처음이자 마지막으로 스페인 국가대표팀 경기에 6분 출전했다.

## 수상
아틀레티코 마드리드
- 코파 델 레이: 1984-85
- 수페르코파 데 에스파냐: 1985
- 컵위너스컵 준우승: 1985-86[1]

마요르카
- 코파 델 레이 준우승: 1990–91[7]